# Agkistrodon contortrix
Mocassin à tête cuivrée, Serpent cuivré
Espèce
Synonymes
- Boa contortrix Linnaeus, 1766
- Agkistrodon mokason Palisot De Beauvois 1799

Statut de conservation UICN

 LC  : Préoccupation mineure
Agkistrodon contortrix, appelé communément Mocassin à tête cuivrée ou Serpent cuivré (en Louisiane), est une espèce de serpents de la famille des Viperidae.
Ce reptile se rencontre dans une large partie de l'est des États-Unis, presque jusqu'à la frontière nord et jusqu'aux côtes est et sud à l'exception de la Floride, ainsi que dans l'extrême-nord du Mexique. C'est un serpent atteignant en général de 74  à   76 cm chez les mâles pour un poids de 101,5  à   343 g, et de 60  à   66 cm chez les femelles pour un poids de 119,8 g en moyenne, bien qu'il existe un record de 134,6 cm. Il est de coloration bronze ou rosée, avec de 10 à 18 bandes transversales plus sombres, s'évasant du dos vers les flancs, et parfois décalées entre elles entre les deux côtés. Son ventre et sa tête sont de la même couleur − un peu plus clair pour le ventre − et il présente une bande plus claire sous l'œil. Toutefois il existe une grande variabilité de couleurs et de motifs et des individus présentant des formes atypiques ne sont pas rares.
De comportement diurne, il peut devenir nocturne durant la saison chaude. Il chasse principalement de petits rongeurs mais peut aussi consommer des insectes, des lézards et des amphibiens, surtout lorsqu'il est jeune. Il chasse principalement en embuscade même s'il a tendance à poursuivre les insectes à l'odorat. Vivipare, cette espèce donne naissance en général à 4 à 7 petits mesurant environ 20 cm, qui sont autonomes et capables d'injecter du venin dès leur naissance. Les femelles, en l'absence de mâle, peuvent devenir parthénogéniques et donner naissance à des mâles sans fécondation. L'espèce n'est pas considérée comme menacée mais elle est la proie de divers animaux − surtout les jeunes − dont certains sont immunisés contre son venin, considéré comme relativement peu actif par rapport aux autres serpents venimeux d'Amérique du Nord.

## Description
Agkistrodon contortrix atteint une longueur moyenne (queue incluse) de 50  à   95 cm. Certains individus peuvent dépasser 1 m mais c'est exceptionnel, le record étant de 134,6 cm. Les mâles sont plus grands que les femelles, avec en général une longueur inférieure à 74  à   76 cm chez les mâles et à 60  à   66 cm chez les femelles,. Leur masse varie généralement entre 101,5  et   343 g pour les mâles et est en moyenne de 119,8 g pour les femelles.
Le corps est relativement épais, et la tête est large et bien distincte du cou, assez triangulaire et au museau arrondi. Ce serpent a la particularité d'avoir le haut du museau qui avance plus loin que la bouche. La tête présente également sur le dessus une large série d'écailles de grande taille.
Ce serpent a une couleur de base bronze ou bronze-rosé avec de 10 à 18 bandes transversales. Ces bandes peuvent être bronze clair, rosées ou brun très clair mais devenant plus foncées sur les bords. Fines sur le dos (environ 2 écailles de large) ces bandes s'élargissent sur les côtés pour atteindre 6 à 10 écailles de large, se touchant presque les unes les autres, et s'arrêtent avant la face ventrale, qui est de la même couleur que la couleur de base mais souvent un peu plus claire. Parfois ces bandes sont décalées longitudinalement entre les deux côtés de l'animal. Une série de points sombres est aussi généralement présente sur les côtés. La queue comporte d'une à trois bandes sombres et elle se termine par une couleur unie, gris-noir. La tête est en général de la même couleur de base que le reste du corps, avec une bande plus claire partant du museau et passant sous les yeux.
Chez les juvéniles les motifs de la queue sont nettement plus marqués, avec de 7 à 9 bandes bien visibles, alors que le bout de la queue est jaune. Il existe toutefois une assez grande variabilité au sein de cette espèce et des individus atypiques ne sont pas rares. Des spécimens ont ainsi été décrits avec des bandes qui ne se joignent pas sur le dos, ou des bandes fusionnées longitudinalement, formant ainsi une bande ondulée continue. D'autres ont des bandes constituées de points sombres et ne rejoignant pas le dos.

### Diagnose
Ce serpent a de 21 à 25 rangées d'écailles le long du dos à mi-corps (en général 23), de 138 à 157 écailles ventrales, et de 38 à 62 et 37 à 57 écailles subcaudales respectivement pour les mâles et pour les femelles. Sur la tête il y a en général 9 grandes plaques symétriques, de 6 à 10 écailles supralabiales (en général 8) et de 8 à 13 écailles sublabiales (en général 10).

Apparence des diverses sous-espèces et variations
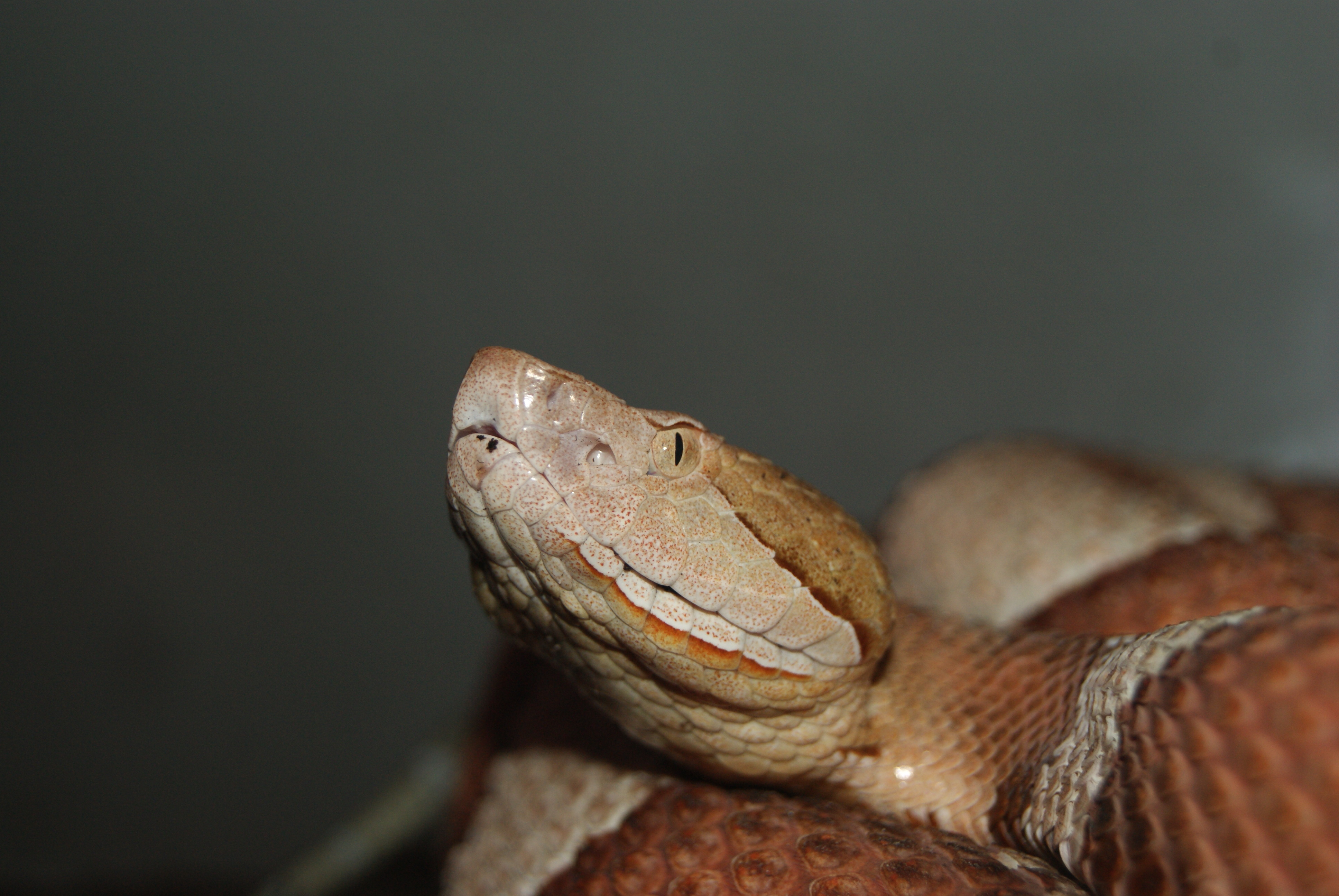
Détail de la tête (Agkistrodon contortrix laticinctus).
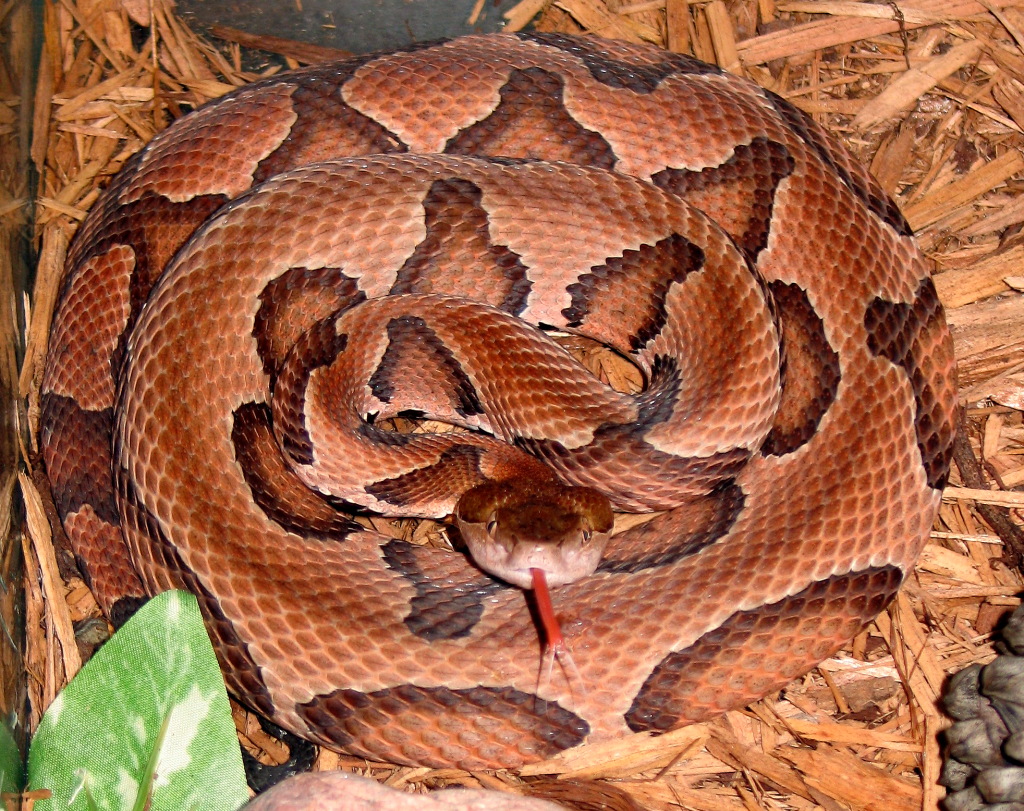
Sous-espèce A. c. contortrix, replié en position défensive.
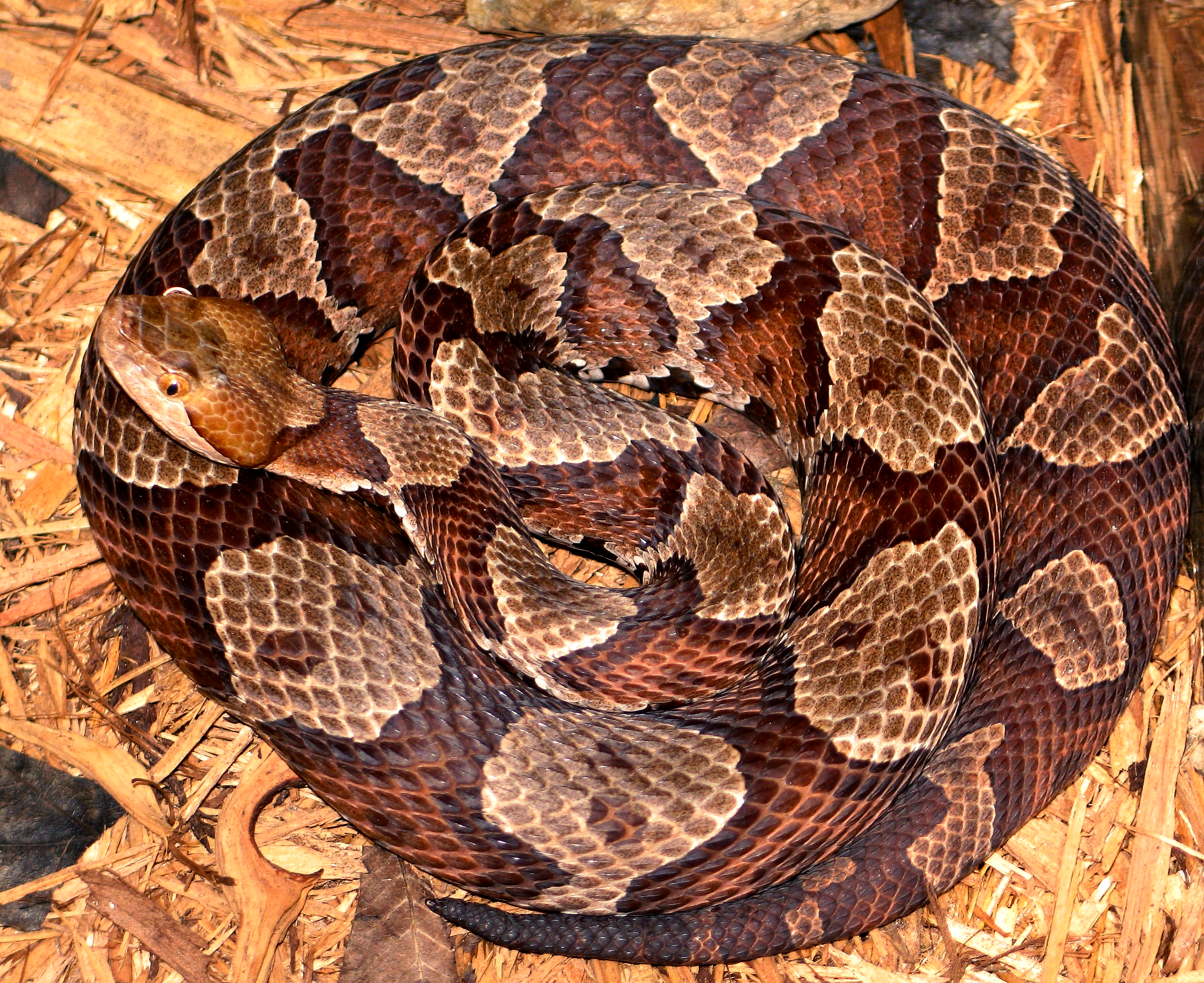
Sous-espèce A. c. mokasen, replié en position défensive.
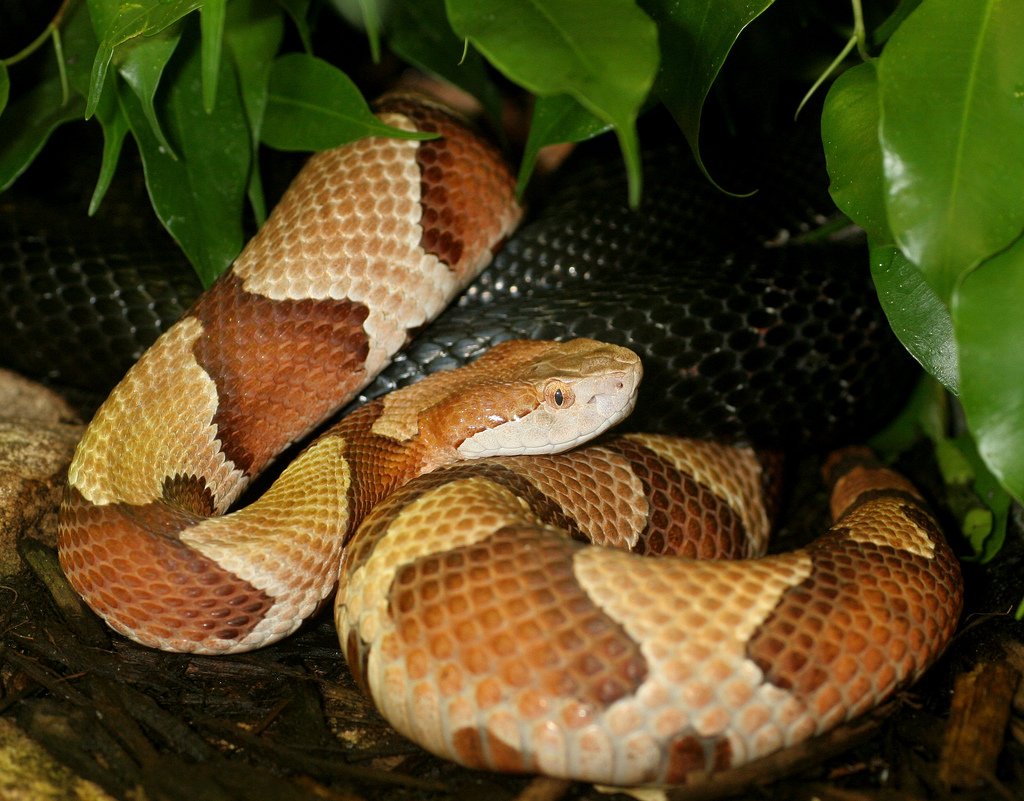
Sous-espèce A. c. phaeogaster.
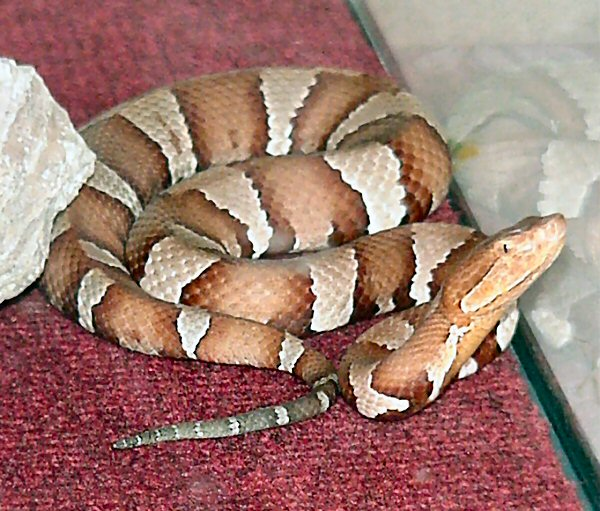
Sous-espèce A. c. pictigaster.
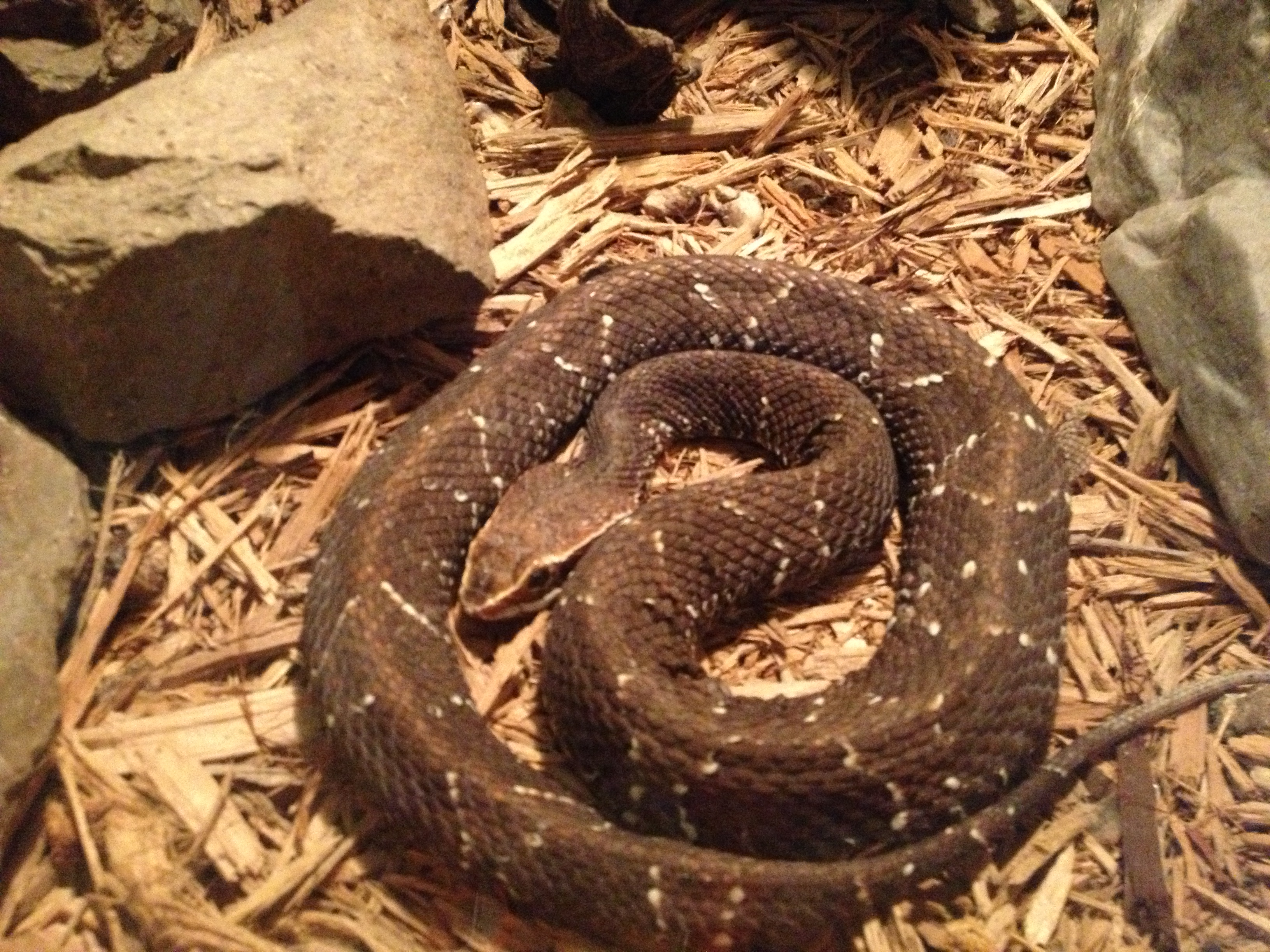
Individu presque mélanique.
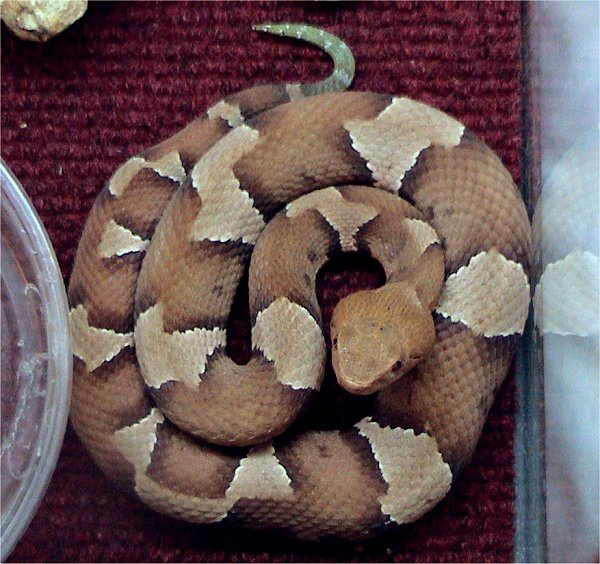
Bandes décalées entre les deux côtés.

## Répartition
Cette espèce se rencontre principalement aux États-Unis et dans l'extrême Nord du Mexique. Aux États-Unis il vit dans une large moitié est du pays, remontant assez haut, et jusqu'au sud à l'exception notable de la Floride, ce qui couvre les États de l'Alabama, de l'Arkansas, du Connecticut, du Delaware, de Floride, de Géorgie, de l'Illinois, de l'Indiana, de l'Iowa, du Kansas, du Kentucky, de la Louisiane, de l'Ohio, de l'Oklahoma, du Massachusetts, du Mississippi, du Missouri, du Nebraska, du New Jersey, de New York, de Caroline du Nord, de Pennsylvanie, de Caroline du Sud, du Tennessee, du Texas, de la Virginie et de la Virginie-Occidentale.

Au Mexique il se rencontre dans le nord des États de Coahuila et Chihuahua.
Contrairement à d'autres espèces de Viperidae d'Amérique du Nord − comme Crotalus horridus ou Sistrurus catenatus − ce serpent n'a pas ré-étendu sa répartition géographique lors du recul des glaciers à la fin de la dernière période glaciaire, à part dans le sud de la Nouvelle-Angleterre et dans le sud-est de l'État de New York.

## Biologie et mœurs

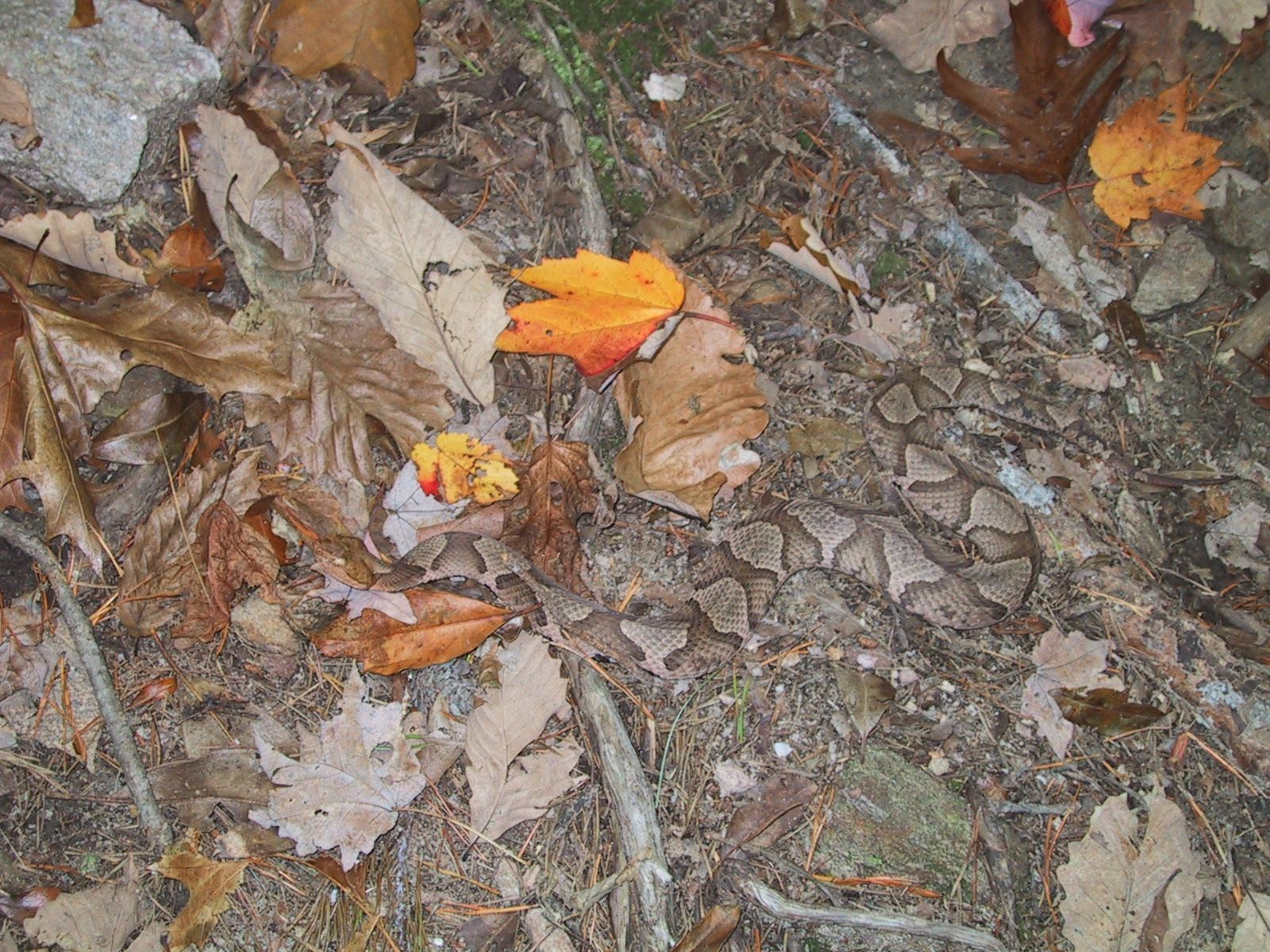
Camouflage dans des feuilles mortes.

Ce serpent chasse plutôt en embuscade, et se camoufle en attendant le passage d'une proie. Toutefois lorsqu'il chasse des insectes (principalement les jeunes) il va plutôt les poursuivre.
Bien que diurnes la plupart du temps ils deviennent nocturnes durant les mois les plus chauds de l'été.
Comme la plupart des Viperidae cette espèce préfère s'enfuir lorsqu'elle est dérangée. Toutefois elle peut aussi rester immobile et la plupart des morsures ont lieu avec des animaux immobiles trop approchés par des humains, attitude probablement liée à leur excellent camouflage − l'immobilité étant alors efficace.
Agkistrodon contortrix se nourrit principalement de petits rongeurs (souris, campagnols) qui représentent 90 % de son alimentation, mais consomme également de gros insectes et des grenouilles. Bien que principalement terrestre il n'hésite pas à grimper dans les arbres pour se nourrir de cigales.

### Reproduction
Agkistrodon contortrix est une espèce vivipare. La reproduction a lieu à la fin de l'été, mais de façon irrégulière : une femelle peut se reproduire plusieurs années de suite puis ne pas donner naissance durant un an ou deux. Les mâles cherchent une compagne en détectant les phéromones avec leur langue − plus longue que celle des femelles. Ils peuvent se battre contre d'autres mâles dans des combats d'intimidation pour l'accès aux femelles. Le mâle tente ensuite de séduire sa partenaire et s'enroule autour d'elle. La femelle réceptive soulève sa queue pour donner accès à son cloaque en signe de réceptivité. Les femelles peuvent s'accoupler avec plusieurs mâles, donnant naissance à des petits issus de paternités multiples. Si elle n'accepte pas le mâle elle bouge sa queue et se déplace en permanence pour signaler son désaccord.
Une femelle a généralement une portée de 4 à 7 petits, mais des extrêmes allant de 1 à 20 petits sont possibles. Les nouveau-nés mesurent environ 20 cm et sont semblables aux adultes, avec une couleur plus claire et le bout de la queue jaune, qu'ils utilisent comme appât pour attirer les lézards et les grenouilles.
Les juvéniles peuvent injecter du venin dès la naissance, en même quantité (toute proportion gardée par rapport à leur taille) que les adultes.
Bien que leur reproduction soit sexuée, les femelles, en l'absence de mâle, peuvent adopter une reproduction parthénogénique, produisant des mâles. Ce mécanisme, constaté en captivité, ne semble pas être lié à cet état et relever plutôt d'une stratégie biologique.

### Venin

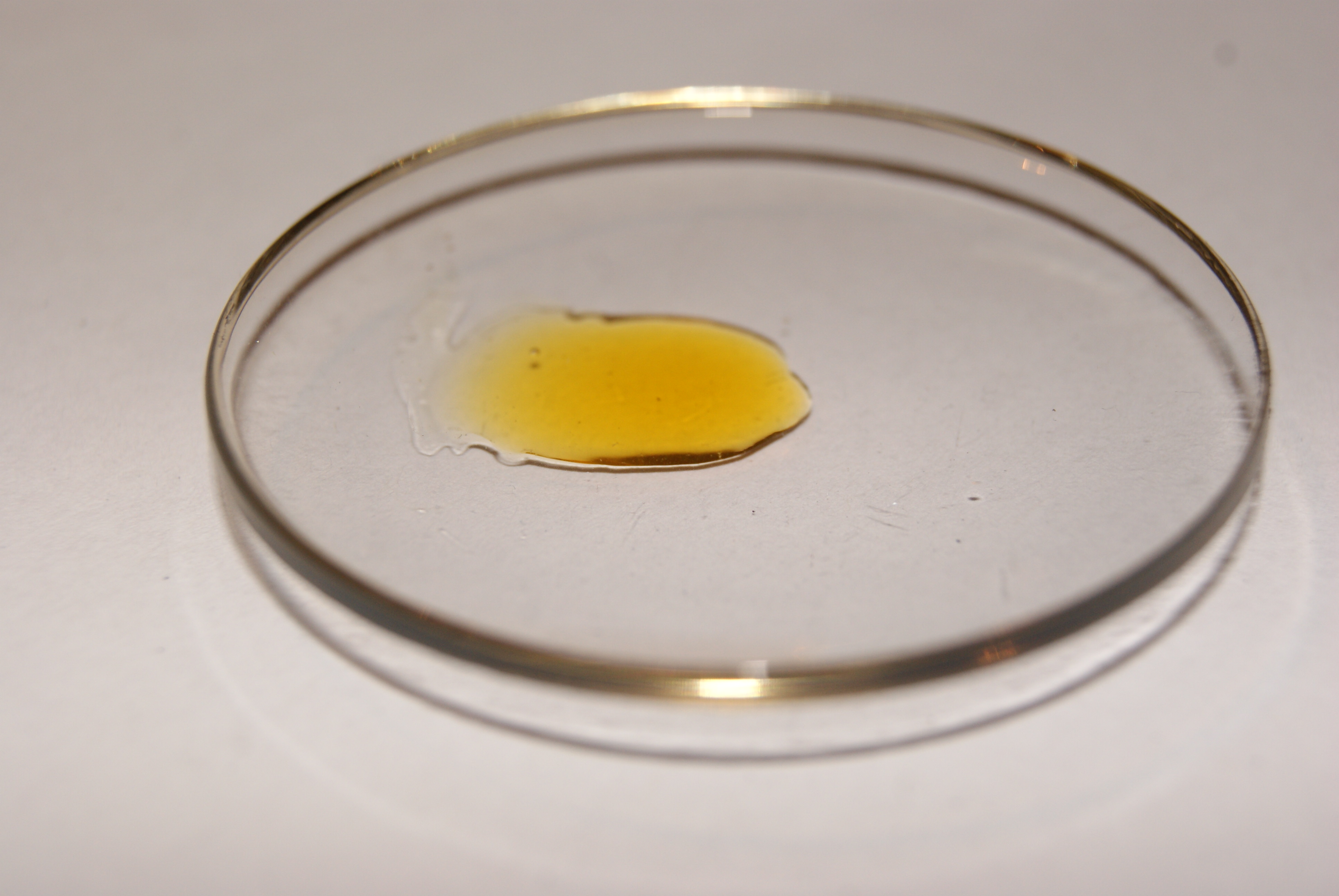
Venin de A. c. laticinctus.

Bien que venimeuse, cette espèce ne semble pas particulièrement agressive et les morsures sont rares. Les symptômes d'une morsure comprennent une très forte douleur, des élancements, un gonflement des zones touchées ainsi que de fortes nausées et une détresse respiratoire. Le venin peut endommager les muscles et le tissu osseux, en particulier lors d'une morsure à un membre, où la masse musculaire capable d'absorber le venin est moindre.

Même si en théorie les antivenins sont efficaces contre les morsures d'Agkistrodon contortrix, ils ne sont généralement pas utilisés car les risques de complications allergiques sont plus élevés que les risques liés au venin.
Le venin de ce serpent contient une protéine nommée « contortrostatine » qui semble arrêter la croissance des cellules cancéreuses ainsi que la migration des tumeurs mais cela n'a été testé que chez la souris.

## Liste des sous-espèces
Selon The Reptile Database (29 octobre 2015) les sous-espèces suivantes sont reconnues :
- Agkistrodon contortrix contortrix (Linnaeus, 1766) − États-Unis : répartition autre que les sous-espèces ci-dessous
- Agkistrodon contortrix laticinctus Gloyd & Conant, 1934 − du Texas au Kansas en passant par l'Oklahoma
- Agkistrodon contortrix mokasen Palisot de Beauvois, 1799 − sud de l'Illinois, extrême nord-est du Mississippi, nord de l'Alabama, nord de la Géorgie, nord-est du Massachusetts, la région des Appalaches
- Agkistrodon contortrix phaeogaster Gloyd, 1969 − est du Kansas, extrême sud-est du Nebraska, la majeure partie du Missouri
- Agkistrodon contortrix pictigaster Gloyd & Conant, 1943 − ouest du Texas, Mexique

## Menaces
L'espèce est classée en « Préoccupation mineure » (LC) sur la liste rouge de l'UICN. Ce classement indique que sa répartition est assez grande, que sa population assez nombreuse et/ou qu'elle ne va pas décliner dans les années à venir. Sa population était considérée comme stable par l'UICN en 2007 lors de la dernière évaluation effectuée.
Cette espèce est la proie de différents prédateurs − en particulier les jeunes − comme certains serpents du genre Lampropeltis, les alligators, corbeaux, faucons, opposums, coyotes… Comptant sur son camouflage elle n'hésite toutefois pas à mordre pour se défendre, bien que les Lampropeltis et les opossums semblent être immunisés contre leur venin.

## Taxinomie
Cette espèce a été décrite par Carl von Linné en 1766 sous le nom de Boa contortrix. Elle a ensuite été placée dans le genre Agkistrodon par Spencer Fullerton Baird et Charles Frédéric Girard en 1853. Les différentes sous-espèces ont été décrites dans la première moitié des années 1900, à part A. c. mokasen décrite par Ambroise Marie François Joseph Palisot de Beauvois en 1799, qui avait décrit l'espèce Agkistrodon mokasen (depuis synonyme) et a créé le genre.

## Dans la culture
- Copperhead, le nom commun anglais de l'Agkistrodon contortrix, est le surnom de Vernita Green, un des personnages de Kill Bill ;
- les Copperheads étaient un groupe de démocrates du Nord des États-Unis, opposés à la Guerre de Sécession ;
- dans le film Copperhead (en) (2008) une ville est attaquée par des hordes de Agkistrodon contortrix dont un géant ;
- le personnage Copperhead (en) est un super-vilain de l'univers DC Comics ;
- un pistolet de la marque SIG Sauer s'appelle le P238 Copperhead[20].

### Publications originales
- Gloyd, 1969 : Two additional subspecies of North American crotalid snakes, genus Agkistrodon. Proceedings of the Biological Society of Washington, vol. 82, p. 219-232 (texte intégral).
- Gloyd & Conant, 1934 : The broad-banded copperhead: a new spubspecies of Agkistrodon mokasen. Occasional Papers of the Museum of Zoology, University of Michigan, no 283, p. 2.
- Gloyd & Conant, 1943 : A synopsis of the American forms of Agkistrodon (Copperheads and Moccasins). Bulletin of the Chicago Academy of Sciences, vol. 7, p. 147-170.
- Linnaeus, 1766 : Systema naturae per regna tria naturae, secundum classes, ordines, genera, species, cum characteribus, differentiis, synonymis, locis, Tomus I. Editio duodecima, reformata. Laurentii Salvii, Stockholm, Holmiae, p. 1-532 (texte intégral).
- Palisot de Beauvois, 1799 : Memoir on Amphibia. Transactions of the American Philosophical Society, vol. 4, p. 362-381 (texte intégral).